# فرانك فاغنر
فرانك فاغنر (بالإنجليزية: Frank Wagner)‏ هو ضابط وسياسي أمريكي، ولد في 18 يوليو 1955 في المملكة المتحدة. حزبياً، نشط في الحزب الجمهوري. وقد انتخب عضو مجلس ولاية فرجينيا.